# KkStB 206
Die Dampflokomotivreihe kkStB 206 war eine Schnellzug-Schlepptenderlokomotivreihe der k.k. österreichischen Staatsbahnen (kkStB) und der Südbahn.

## Geschichte

kkStB 206.09 in den ersten Jahren nach ihrer Inbetriebnahme

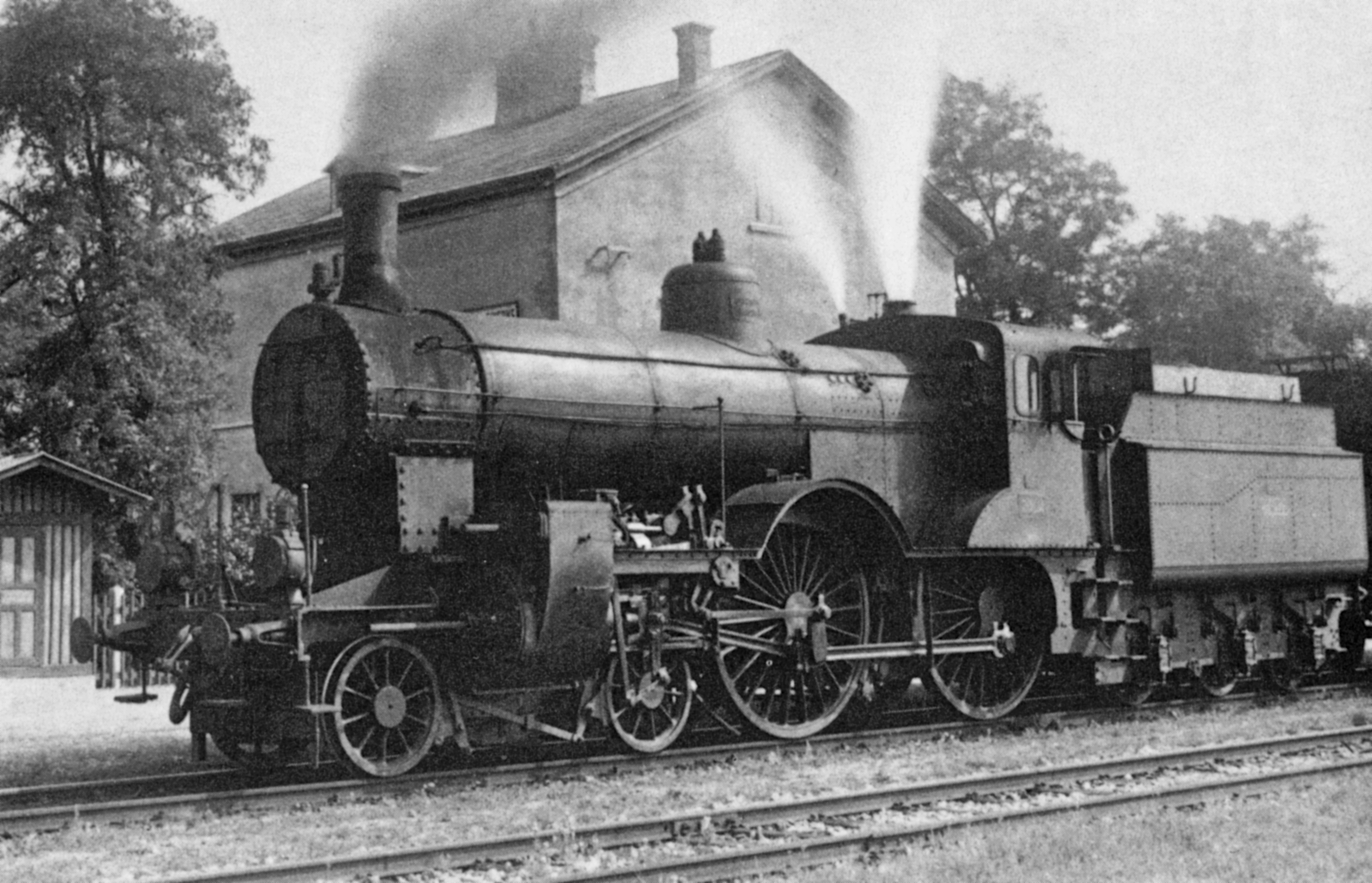
BBÖ 206.14 im Bahnhof Inzersdorf-Metzgerwerke (1937)

Obwohl man mit den Reihen 6 und 106 sehr zufrieden war, wollte die kkStB kleine Verbesserungen durchführen.
Bei der so entstandenen Reihe 206 wurde der Kessel noch höher gelegt, um Platz für eine größere Strahlungsheizfläche der Feuerbox zu erhalten.
Obwohl die Rohre kürzer waren als bei den Vorgängerbauarten 6 und 106, konnte dennoch eine Leistungssteigerung erreicht werden.
So ergab sich eine Dauerleistung von 940 PS bei 90 km/h.
Karl Gölsdorf legte bei den 206ern besonderes Augenmerk auf die Ästhetik des Erscheinungsbildes der Lokomotiven.
So verzichtete er auf den Doppeldom mit Verbindungsrohr zugunsten eines einzigen halbhohen, konischen Dampfdomes mit aufgesetzten Sicherheitsventilen.
Die Seitenwand des Führerhauses war schwungvoll gestaltet, der Umlauf wurde über dem ersten Treibrad bogenförmig empor gezogen, sodass der Blick auf die Räder frei war. Die 206er galten als formvollendetste Schnellzuglokomotiven ihrer Zeit.
Insgesamt wurden 70 Stück von der Lokomotivfabrik Floridsdorf, der Wiener Neustädter Lokomotivfabrik, der Lokomotivfabrik der StEG und der Ersten Böhmisch-Mährischen Maschinenfabrik geliefert. Das Einsatzgebiet der Reihe 206 war dasselbe wie das der Reihen 6 und 106.
Von 1904 bis 1908 beschaffte die Südbahn 19 Stück der Reihe 206. Die von der Wiener Neustädter Lokomotivfabrik und der staatlichen Maschinenfabrik Budapest gelieferten Maschinen wurden als Reihe 206 eingeordnet. Die Südbahnmaschinen waren in Wien, Innsbruck, Bozen, Marburg und Nagykanizsa stationiert.
Die Reihe 206 bespannte auch die Luxuszüge ihrer Zeit, so etwa den Orient-Express, den Ostende-Wien-Express, die Bäderzüge bis Eger sowie die Schnellzüge nach Prag bei der kkStB und den Wien-Nizza-Cannes-Express bis Gloggnitz, den Berlin-Rom-Express und den Nord-Süd-Express (Berlin–Verona) bei der Südbahn. Ein im Ersten Weltkrieg angedachter Einsatz entbehrlicher Maschinen bei der Wiener Stadtbahn scheiterte hingegen an den dortigen engen Radien, wie sich nach einer Entgleisung bei einer Probefahrt herausstellte.
Nach dem Ersten Weltkrieg kamen 44 Stück der kkStB-Loks zu den BBÖ. 14 Stück bildeten bei den ČSD die Reihe 265.0. Bei den PKP wurden elf Stück als Reihe Pd14 eingeordnet. Die FS erhielten 15 Maschinen der Südbahn als Reihe 555. Vier Lokomotiven kamen als Reihe 225.3 zu den MÁV. Davon kam nach dem Zweiten Weltkrieg eine noch zu den JDŽ (103.101), die bald ausgemustert wurde. Die übrigen Maschinen waren Kriegsverluste oder wurden ausgeschieden, bevor sie in das Reihenschema der verschiedenen Bahngesellschaften aufgenommen wurden. Die Deutsche Reichsbahn gab den 1938 übernommenen 17 Stück die Reihenbezeichnung 13.15. Die 206.38 wurde PKP Pd14-6, kam im Zuge der Kriegshandlungen des Zweiten Weltkrieges zu den JDŽ als 111-001, wurde aber 1948 wieder an die PKP retourniert. Manche ehemalige 206er überlebten den Krieg als Vorheiz- und Waschanlagen. Die ČSD schieden ihre Lokomotiven bis 1958 aus.